# Григоренко, Виктор Григорьевич
Виктор Григорьевич Григоренко (1941—2013) — советский и российский учёный, специалист в области железнодорожного транспорта, доктор технических наук, профессор. Ректор Дальневосточного государственного университета путей сообщения (ДВГУПС) в 1988—2007 годах, президент университета в 2007—2013 годах. Почётный гражданин города Хабаровска.

## Биография
Родился 4 июля 1941 года в посёлке Аксёново-Зиловское Чернышевского района Читинской области. С 1957 года, после окончания школы работал слесарем локомотивного депо станции Зилово Забайкальской железной дороги.
В 1964 году окончил механический факультет Хабаровского института инженеров железнодорожного транспорта (ХабИИЖТ) по специальности «Тепловозы и тепловозное хозяйство». Отслужив в рядах Советской Армии, вернулся в университет в качестве преподавателя. В дальнейшем был доцентом, заведующим кафедрой «Тепловозы и тепловые двигатели», деканом механического факультета, секретарем партийного комитета института, деканом факультета повышения квалификации. В 1972 году окончил аспирантуру Московского института инженеров железнодорожного транспорта, успешно защитив диссертацию на соискание учёной степени кандидата технических наук.
В 1989 г. был избран ректором ХабИИЖТ, впоследствии дважды реорганизованного: в 1993 году — в Дальневосточную государственную академию путей сообщения (ДВГАПС), а в 1998 году — в Дальневосточный государственный университет путей сообщения (ДВГУПС). За годы работы В. Г. Григоренко в качестве ректора отраслевой институт инженеров железнодорожного транспорта превратился в инновационный университетский научно-образовательный комплекс, стал крупнейшим учебным и научным центром региона. Под его руководством и при его участии в вузе успешно внедрялись новые направления деятельности в реализации национальной общеобразовательной доктрины, активно велись фундаментальные и прикладные научные разработки, получила большое развитие научная, материально-техническая и социальная инфраструктура вуза.
В 1998 году защитил диссертацию на соискание учёной степени доктора технических наук. В декабре 2007 году оставил пост ректора, тогда же был избран президентом ДВГУПС.
Профессор В. Г. Григоренко был крупным учёным, который внёс большой вклад в повышение эффективности работы железных дорог региона, совершенствование подвижного состава, разработку ресурсосберегающих технологий. Среди важнейших его научных работ — новые конструктивные решения по локомотивному парку железных дорог региона, развитие теории взаимодействия подвижного состава и железнодорожного пути, развитие и реализация логических и информационных схем, внедрение инновационных проектов. Он являлся организатором нескольких научных школ. Им опубликовано более 150 научных и учебно-методических работ, издано 6 монографий, 9 учебников и учебных пособий, получено 23 авторских свидетельства на изобретения. Кроме того, он был председателем Совета ректоров вузов Дальневосточного федерального округа, членом межведомственной комиссии по мониторингу реализации приоритетных национальных проектов при аппарате полномочного представителя Президента Российской Федерации в Дальневосточном федеральном округе, заместителем председателя Совета по научно-технической и инновационной политике при полномочном представителе Президента Российской Федерации в Дальневосточном федеральном округе, председателем диссертационного совета ДВГУПС.
Был членом партии «Единая Россия», стоял у истоков создания Хабаровского регионального отделения партии, был избран первым его секретарём. На выборах в Законодательную думу Хабаровского края IV созыва (2005) вошёл в состав списка партии «Единая Россия». По итогам выборов не прошёл в Думу, однако постановлением Избирательной комиссии Хабаровского края от 18 декабря 2007 г. № 24/214 ему был передан вакантный мандат депутата. В 2010 году он был вновь избран депутатом Законодательной Думы Хабаровского края пятого созыва, прекратил полномочия досрочно в связи со смертью.
Умер 19 июня 2013 года после продолжительной болезни.
Похоронен на Центральном кладбище Хабаровска.

## Семья
Был женат, имел дочь Ольгу.

## Награды
- орден «Знак Почёта» (1981)
- орден «За заслуги перед Отечеством» IV степени (27 июля 2001) — за большой вклад в развитие железнодорожного транспорта и многолетний добросовестный труд[4]
- орден Почета (16 декабря 1997) — за большой вклад в развитие железнодорожного транспорта и многолетний добросовестный труд[5]
- Заслуженный работник транспорта Российской Федерации (7 февраля 1995) — за заслуги в области транспорта и многолетний добросовестный труд[6]
- Почётный работник высшего профессионального образования Российской Федерации
- знак МПС РФ «Почётный железнодорожник»,
- знак МПС РФ «За безупречный труд на железнодорожном транспорте»,
- знак МВ и ССО СССР «За отличные успехи в работе» в области высшего образования
- почетный знак Правительства Хабаровского края «За заслуги» имени Н. Н. Муравьева-Амурского
- памятный знак Губернатора Хабаровского края «150 лет Айгунского договора» «За заслуги»
- премия имени Якова Дьяченко (1998)[1]
- Почётный гражданин Хабаровска (2005)[7]

Действительный член Академии транспорта, Инженерной академии Российской Федерации, член-корреспондент Международной академии высшей школы.

## Избранная библиография
- Григоренко В. Г. Исследование основных параметров дизельгидравлических установок тепловозов в эксплуатационных условиях острова Сахалин : диссертация … кандидата технических наук : 05.00.00. — Москва, 1972. — 192 с.
- Григоренко В. Г. Повышение эффективности использования локомотивов в условиях эксплуатации на железных дорогах восточного региона России : диссертация … доктора технических наук в форме науч. докл. : 05.22.07. — Омск, 1999. — 106 с.
- Григоренко В. Г., Дмитриенко И. В. Теория и конструкция локомотивов : Учеб. пособие : [В 2 ч.]. М-во путей сообщ. Рос. Федерации. Дальневост. гос. ун-т путей сообщ. — Хабаровск : Изд-во ДВГУПС, 2000-____. — 20 см
- Григоренко В. Г., Леонтьев Р. Г. Транссиб в сфере международного транзита = Trans-Siberian railway in the international transit sphere : монография. М-во транспорта Рос. Федерации, Федер. агентство ж.-д. транспорта, ГОУ ВПО "Дальневост. гос. ун-т путей сообщ., Рос. акад. наук, Дальневост. отд-ние, Вычисл. центр ДВО РАН. — Хабаровск : Изд-во ДВГУПС, 2005. — 293 с